# Récourt-le-Creux
Récourt-le-Creux är en kommun i departementet Meuse i regionen Grand Est (tidigare regionen Lorraine) i nordöstra Frankrike. Kommunen ligger i kantonen Souilly som tillhör arrondissementet Verdun. År 2022 hade Récourt-le-Creux 68 invånare.

## Befolkningsutveckling
Antalet invånare i kommunen Récourt-le-Creux
| Referens: INSEE |